# Musaranya del mont Lyell
La musaranya del mont Lyell (Sorex lyelli) és una espècie de musaranya endèmica de Califòrnia (Estats Units), on viu a altituds d'entre 2.100 i 3.155 msnm. És una espècie en risc mínim, és a dir, no sembla que hi hagi cap amenaça significativa per a la seva supervivència.